# Jesper Møller (matematiker)
 For alternative betydninger, se Jesper Møller. (Se også artikler, som begynder med Jesper Møller)
Jesper Møller (født 6. december 1957 i Nakskov) er professor ved Institut for Matematiske Fag ved Aalborg Universitet, hvor han forsker og underviser i matematisk statistik og sandsynlighedsregning. Han er ansvarlig for opbygningen af Matematik-Teknologi Bachelor- og Kandidatuddannelsen ved Aalborg Universitet fra 2012.

## Levnedsforløb
Jesper Møller er cand.scient. (matematik og matematisk statistik, Aarhus Universitet), 1984; ph.d. (matematisk statistik, Aarhus Universitet), 1988; og dr.scient. (afhandlingens titel: `Aspects of Spatial Statistics, Stochastic Geometry and Markov Chain Monte Carlo´; Aalborg Universitet), 2000.
Han var adjunkt og lektor ved Aarhus Universitet, 1988-1995, lektor ved Aalborg Universitet, 1996-2000, og professor samme sted siden 2001.

## Forskning
Jesper Møllers forskningsområder inkluderer
- Rumlig statistik (især statistiske modeller og metoder for punktprocesser),
- Stokastisk geometri (især tilfældige tessellationer/ mosaikker),
- Stokastisk simulation (Markov-kæde Monte Carlo metoder og perfekt simulation Arkiveret 13. juni 2017 hos  Wayback Machine).

Hans forskning er støttet med projektbevillinger fra Danmarks Grundforskningsfond, Danmarks Frie Forskningsfond, EU, Villum Fonden og Spar Nord Fonden. Han har været medredaktør af Annals of Applied Probability, Advances in Applied Probability, Bernoulli samt medredaktør og national redaktør af Scandinavian Journal of Statistics.

## Hæder og priser
- Elected Fellow of the Institute of Mathematical Statistics, 1998.
- Spar Nord Fondens Forskningspris (250.000 kr.), 2000.[6]
- Præsentation af et read-paper ved et Royal Statistical Society Meeting, London, 2005.
- Plenary Talk af 3 timers varighed ved den 21th Nordic Conference on Mathematical Statistics, vedr. invited paper for Scandinavian Journal of Statistics.
- Rising Star in the field of Mathematics (Thomson Reuters), 2008.[7]
- Ridder af Dannebrog, 2015.[8]
- Professorem Hospitem, Karlsuniversitet i Prag, siden marts 2020.

## Publikationer
Et udvalg af Møllers publikationer:
- J. Møller (1989). Random tessellations in R^d. Advances in Applied Probability, 21:37-73.
- A. Baddeley and J. Møller (1989). Nearest-neighbour Markov point processes and random sets. International Statistical Review, 2:89-121.
- J.L. Jensen and J. Møller (1991). Pseudolikelihood for exponential family models of spatial point processes. Annals of Applied Probability, 3:445-461.
- J. Møller (1994). Lectures on Random Voronoi Tessellations. Lecture Notes in Statistics 87, Springer-Verlag, New York.
- C.J. Geyer and J. Møller (1994). Simulation procedures and likelihood inference for spatial point processes. Scandinavian Journal of Statistics, 21:359-373.
- J. Møller, A.R. Syversveen and R.P. Waagepetersen (1998). Log Gaussian Cox processes. Scandinavian Journal of Statistics, 25:451-482.
- W.S. Kendall and J. Møller (2000). Perfect simulation using dominating processes on ordered spaces, with application to locally stable point processes. Advances in Applied Probability, 32:844-865.
- J. Møller (2003). Shot noise Cox processes. Advances in Applied Probability, 35, 614-640.
- J. Møller and R.P. Waagepetersen (2004). Statistical Inference and Simulation for Spatial Point Processes. Chapman and Hall/CRC, Boca Raton.
- A. Baddeley, R. Turner, J. Møller and M. Hazelton (2005). Residual analysis for spatial point processes (with discussion). Journal of Royal Statistical Society: Series B (Statistical Methodology), 67, 617-666.
- J. Møller, A.N. Pettitt, K.K. Berthelsen and R.W. Reeves (2006). An efficient Markov chain Monte Carlo method for distributions with intractable normalising constants. Biometrika, 93, 451-458.
- J. Møller and R.P. Waagepetersen (2007). Modern statistics for spatial point processes (with discussion). Scandinavian Journal of Statistics, 34, 643-711.
- A. Baddeley, E. Rubak and J. Møller (2011). Score, pseudo-score and residual diagnostics for goodness-of-fit of spatial point process models. Statistical Science, 26, 613-646.
- F. Lavancier, J. Møller and E. Rubak (2015). Determinantal point process models and statistical inference. Journal of Royal Statistical Society: Series B (Statistical Methodology), 77, 853-877.
- E. Anderes, J. Møller and J.G. Rasmussen (2020). Isotropic covariance functions on graphs and their edges. To appear in Annals of Statistics. Available at arXiv:1710.01295.